# Récepteur Logitech Unifying
 (novembre 2021).
La mise en forme du texte ne suit pas les recommandations de Wikipédia : il faut le « wikifier ».
Les points d'amélioration suivants sont les cas les plus fréquents. Le détail des points à revoir est peut-être précisé sur la page de discussion.
- Les titres sont pré-formatés par le logiciel. Ils ne sont ni en capitales, ni en gras.
- Le texte ne doit pas être écrit en capitales (les noms de famille non plus), ni en gras, ni en italique, ni en « petit »…
- Le gras n'est utilisé que pour surligner le titre de l'article dans l'introduction, une seule fois.
- L'italique est rarement utilisé : mots en langue étrangère, titres d'œuvres, noms de bateaux, etc.
- Les citations ne sont pas en italique mais en corps de texte normal. Elles sont entourées par des guillemets français : « et ».
- Les listes à puces sont à éviter, des paragraphes rédigés étant largement préférés. Les tableaux sont à réserver à la présentation de données structurées (résultats, etc.).
- Les appels de note de bas de page (petits chiffres en exposant, introduits par l'outil «  Source ») sont à placer entre la fin de phrase et le point final[comme ça].
- Les liens internes (vers d'autres articles de Wikipédia) sont à choisir avec parcimonie. Créez des liens vers des articles approfondissant le sujet. Les termes génériques sans rapport avec le sujet sont à éviter, ainsi que les répétitions de liens vers un même terme.
- Les liens externes sont à placer uniquement dans une section « Liens externes », à la fin de l'article. Ces liens sont à choisir avec parcimonie suivant les règles définies. Si un lien sert de source à l'article, son insertion dans le texte est à faire par les notes de bas de page.
- La présentation des références doit suivre les conventions bibliographiques. Il est recommandé d'utiliser les modèles {{Ouvrage}}, {{Chapitre}}, {{Article}}, {{Lien web}} et/ou {{Bibliographie}}. Le mode d'édition visuel peut mettre en forme automatiquement les références.
- Insérer une infobox (cadre d'informations à droite) n'est pas obligatoire pour parachever la mise en page.

Pour une aide détaillée, merci de consulter Aide:Wikification.
Si vous pensez que ces points ont été résolus, vous pouvez retirer ce bandeau et améliorer la mise en forme d'un autre article.
 (novembre 2021).

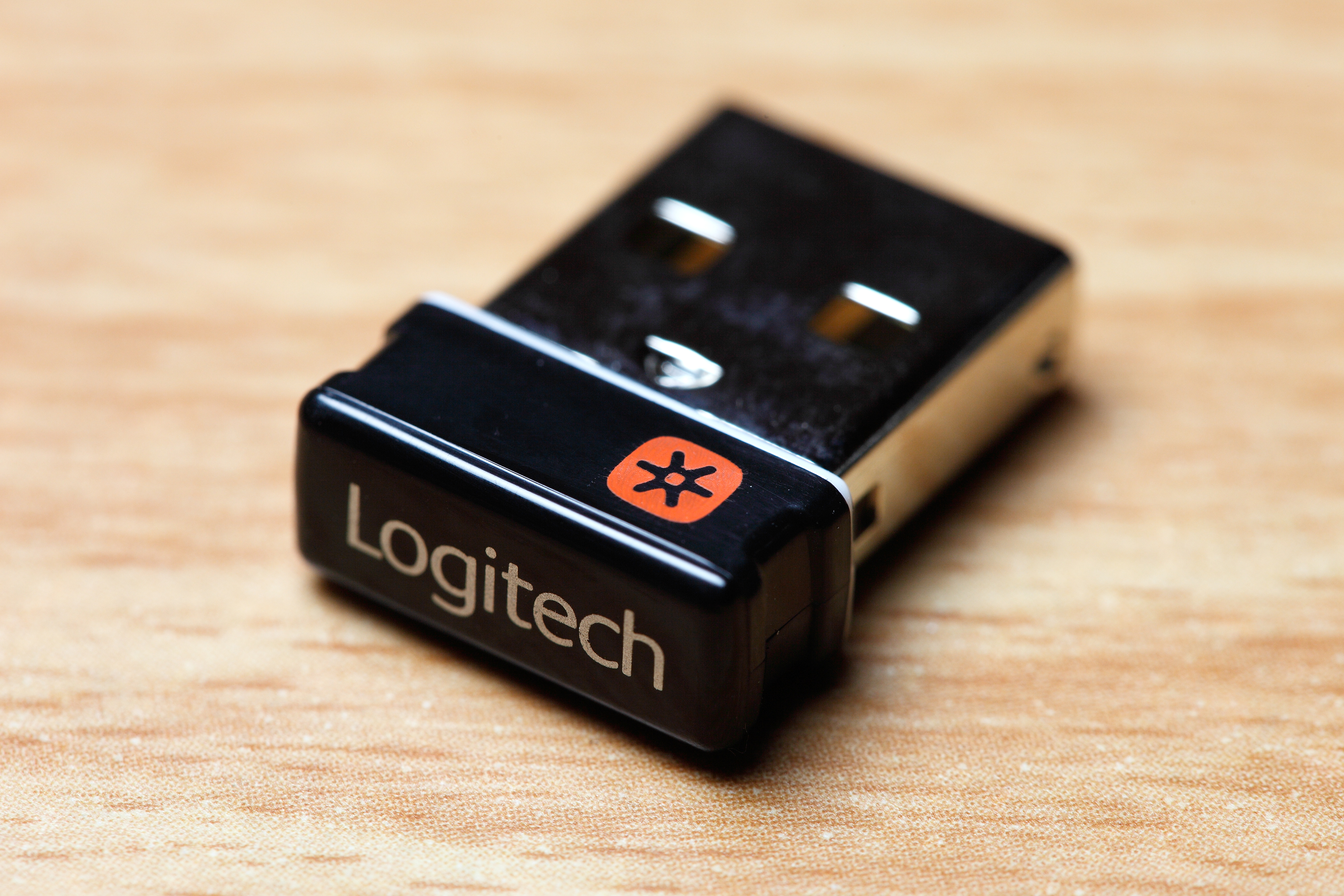
Un récepteur Logitech Unifying.

Le récepteur Logitech Unifying est un petit récepteur sans fil USB dédié, basé sur la famille de périphériques RF nRF24L, qui permet de relier jusqu'à six périphériques d'interface humaine Logitech compatibles (tels que des souris, des trackballs, des pavés tactiles et des claviers ; les casques et écouteurs ne sont pas compatibles) au même ordinateur à l'aide d'une communication radio dans la bande 2,4 GHz. Les récepteurs fournis avec un produit Logitech sont couplés avec l'appareil en usine. Lors de l'achat d'un récepteur de remplacement ou de la connexion de plusieurs appareils à un même récepteur, le couplage nécessite le logiciel gratuit Logitech Unifying, disponible pour Microsoft Windows et Mac OS X. Bien qu'ils ne soient pas compatibles avec Bluetooth, les appareils se couplent aux récepteurs Unifying de la même manière. Les périphériques restent appariés et peuvent ensuite être utilisés sur des systèmes ne prenant pas en charge le logiciel. Les récepteurs Logitech compatibles avec le protocole Unifying peuvent être identifiés par le logo orange Unifying, qui les distingue des récepteurs Logitech Nano d'apparence similaire, qui s'apparient de manière similaire mais uniquement avec un seul appareil, sans utiliser le protocole Unifying.
Les récepteurs Logitech Unifying (LUR) sont souvent inclus dans les ensembles clavier, souris et combo sans fil Logitech et peuvent être achetés séparément. Certains périphériques Logitech permettent de stocker un récepteur à l'intérieur (notamment les souris sans fil).
En date d'octobre 2019, le logiciel Logitech Unifying pour Windows avait été mis à jour pour la dernière fois vers la version 2.50.25, le 30 mars 2010.

## Compatibilité et utilisation
Chaque périphérique peut s'apparier à un récepteur par profil. Alors que la plupart des périphériques ne stockent qu'un seul profil, les produits plus récents tels que Logitech MX Master, la série MX Anywhere et M720 Triathlon autorisent plusieurs profils. Ces appareils peuvent être connectés à plusieurs récepteurs simultanément. Cela permet l'utilisation de récepteurs dans plusieurs ordinateurs, par exemple un ordinateur de bureau et un ordinateur portable, en changeant le profil de la souris. Cette fonction multi-ordinateurs est encore augmentée par Logitech Flow (solution logicielle KVM) qui est similaire à Synergy. Pour les appareils sans prise en charge multi-ordinateurs, le récepteur et les périphériques d'entrée peuvent être déplacés ensemble d'un ordinateur à un autre, en conservant leur statut d'appariement après avoir été débranché, car les informations d'appariement sont conservées dans le petit récepteur USB - solution plus simple que le transfert du périphérique d'un récepteur à un autre et la modification de la configuration dans le logiciel, qui évite également la limitation à 45 appariements d'appareils plus anciens. Cette solution permet également l'utilisation de périphériques sur des appareils informatiques qui ne prennent pas en charge le logiciel Unifying, par exemple des appareils prenant en charge USB OTG sous des systèmes d'exploitation tels qu'Android : première paire avec le récepteur sur un PC ou un Mac.
Certains appareils Unifying plus anciens limitent le nombre de modifications d'appairage autorisées à un maximum de 45. Une fois la 45e connexion effectuée, il n'est plus possible de connecter un tel appareil à un autre récepteur. Pour les utilisateurs qui basculent souvent un appareil Unifying entre plusieurs PC ou ordinateurs portables avec des récepteurs individuels, cette limite de connexion peut devenir un problème. Par exemple, un utilisateur qui bascule fréquemment une souris entre deux récepteurs (par exemple au travail et à la maison) épuisera rapidement la limite des commutateurs d'appariement disponibles. Logitech conseille aux clients confrontés à ce problème de contacter leur service client. Les appareils plus récents peuvent changer d'appairage un nombre illimité de fois.
Le logiciel de couplage est disponible auprès de Logitech pour Microsoft Windows et Mac OS X. Les appareils sans fil utilisant le récepteur Unifying sont pris en charge depuis Linux 3.2. Un logiciel pour gérer les appareils Unifying sur Linux est disponible auprès de développeurs tiers, tels que Solaar.
De nombreuses entreprises ont fabriqué des périphériques qui se connectent via des récepteurs sans fil USB très similaires à ceux de Logitech ; Les appareils Logitech sont incompatibles avec bon nombre de ces récepteurs « hors marque »[réf. nécessaire] .
Il existe de nombreuses versions matérielles différentes du récepteur unificateur. Le plus courant est utilisé pour un usage quotidien et est marqué CU-0007 sur la gaine métallique. Le CU-0008 est distribué avec les appareils de jeu et présente une latence plus faible.

## Sécurité
Plusieurs vulnérabilités de sécurité du système Logitech Unifying ont été signalées en 2016 et 2019  et des correctifs ont été publiés.

### Mousejacking et keyjacking
Le MouseJacking, mis en évidence pour la première fois par Bastille Networks, Inc., permet l'envoi sans fil de signaux radio malveillants (paquets) à un utilisateur peu méfiant via la technologie sans fil Logitech Unifying. L'exploit tire parti du récepteur Logitech Unifying vulnérable d'un utilisateur et de signaux non cryptés dans un rayon d'environ 100 mètres. Les exploits possibles incluent :
- Injection de frappe de clavier par usurpation d'une souris ou d'un clavier appairés au LUR
- Couplage forcé en exploitant des vulnérabilités logicielles

#### Appareils et micrologiciels concernés
| Dispositif                                       | Identifiant USB      |
| ------------------------------------------------ | -------------------- |
| Récepteur fédérateur                             | 046d:c52b            |
| Récepteur fédérateur                             | 046d:c539            |
| Souris de jeu sans fil Logitech G900             | 046d:c081            |
| Clavier sans fil Logitech K360                   | 046d:4004            |
| Clavier sans fil multi-appareils Logitech K370s  | 046d:4061            |
| Clavier sans fil multi-appareils Logitech K375s  | 046d:4061            |
| Clavier tactile sans fil Logitech K400r          | 046d:400e, 046d:4024 |
| Clavier tactile sans fil Logitech K400 Plus      | 046d:404d            |
| Clavier solaire sans fil Logitech K750           | 046d:4002            |
| Clavier sans fil multi-appareils Logitech K780   | 046d:405b            |
| Clavier de salon illuminé Logitech K830          | 046d:404c, 046d:4032 |
| Clavier sans fil Logitech Performance MK850      | 046d:4062            |
| Souris sans fil Logitech M335                    |                      |
| Logitech Zone Touch Mouse T400                   | 046d:4026            |
| Souris sans fil Logitech M545                    |                      |
| Souris sans fil Logitech M560                    |                      |
| Souris tactile Logitech M600                     | 046d:401a            |
| Souris tactile Logitech T620                     | 046d:4027            |
| Pavé tactile rechargeable sans fil Logitech T650 | 046d:4101            |

| Version du firmware | Vulnérabilités                                                        |
| ------------------- | --------------------------------------------------------------------- |
| 012.001.00019       | Affecté par les problèmes de sécurité Bastille #1, #2, #3 ,           |
| 012.003.00025       | Affecté par les problèmes de sécurité Bastille #1, #2, #3 ,           |
| <012.005.00028      | Affecté par les problèmes de sécurité Bastille #1, #2, #3, #11, #13 , |
| 012.005.00028       | Affecté par les problèmes de sécurité Bastille #11, #13 ,             |
| 012.007.00029       | Affecté par le problème de sécurité Bastille #13                      |

| Version du firmware | Vulnérabilités                                                  |
| ------------------- | --------------------------------------------------------------- |
| <024.003.00027      | Affecté par le problème de sécurité Bastille #2, #3, #11, #13 , |
| 024.003.00027       | Affecté par le problème de sécurité Bastille #11, #13 ,         |
| 024.005.00029       | Affecté par le problème de sécurité Bastille #13                |

#### Micrologiciel non affecté
| Version du firmware | Remarques                                 |
| ------------------- | ----------------------------------------- |
| 012.008.00030       |                                           |
| 012.009.00030       | Identique au 012.008.00030 mais signé DFU |

| Version du firmware | Remarques                                 |
| ------------------- | ----------------------------------------- |
| 024.006.00030       |                                           |
| 024.007.00030       | Identique au 024.006.00030 mais signé DFU |

#### Réponse de Logitech
Logitech a publié des mises à jour du micrologiciel du récepteur Unifying au fur et à mesure que de nouveaux exploits étaient signalés,.
Les utilisateurs Linux peuvent utiliser fwupd pour flasher un firmware mis à jour. Il détectera automatiquement les mises à jour disponibles pour tous les récepteurs unificateurs connectés et de nombreux autres appareils pouvant mettre à jour le micrologiciel. Une alternative obsolète à fwupd est MouseJack .
Le flash sur un hôte Linux/UNIX  peut être également effectié via un hyperviseur tel que VirtualBox avec les Guest Additions et un système d'exploitation Windows installés. Si vous utilisez une machine virtuelle Windows, il est recommandé d'avoir un deuxième périphérique de pointage disponible pendant la mise à jour du dongle. Le deuxième dispositif de pointage peut être nécessaire pour permettre à l'utilisateur de sélectionner et d'activer le passage du récepteur Unifying via la barre des tâches de l'hyperviseur après avoir exécuté le programme de mise à jour du micrologiciel afin que le dispositif soit trouvé et mis à jour.
La mise à jour du micrologiciel du récepteur Unifying vers les versions RQR12.08 ou supérieures et RQR24.06 ou supérieures peut limiter certaines fonctionnalités de certains appareils couplés, à moins que le micrologiciel des appareils ne soit également mis à jour.

### Autres vulnérabilités
Le 9 juillet 2019, un autre ensemble de vulnérabilités a été divulgué et documenté par un autre chercheur. Une mise à jour du micrologiciel pour les récepteurs Unifying corrigeant la vulnérabilité "Encryption Key Extraction Through USB" (CVE-2019-13054/55). Certains utilisateurs ont signalé en 2019 que certains appareils Unifying vulnérables à l'attaque originale MouseJacking de 2016 étaient toujours vendus